# علی فطرت
علی فطرت (۱۸۹۰، تبریز - ۱۹۴۸) — شاعر و از شرکت‌کنندگان جنبش مشروطه و غائله آذربایجان بود. او عضو هیئت مدیره انجمن شاعران و نویسندگان بود که در دوران حکومت خودمختار آذربایجان بود. پس از خروج شوروی و سقوط دولت پیشه‌وری توسط نیروهای شاه دستگیر شد و در زندان به قتل رسید.

## زندگی‌نامه
علی فرزند محمد فطرت در سال ۱۸۹۰ در شهر تبریز به دنیا آمد. تحصیلات ابتدایی خود را در مکتب‌خانه گذراند. او نزد پدرش، ملا محمد، ادبیات کلاسیک، علوم مختلف و زبان عربی را آموخت. در سن ۱۵ سالگی پدرش را از دست داد و به‌دلیل شرایط زندگی، تحصیلات خود را ناتمام گذاشته و به‌عنوان حروف‌چین مشغول به کار شد. در همان دوران کار، فعالیت‌های ادبی خود را آغاز کرد. در همان دوران کار، فعالیت‌های ادبی خود را آغاز کرد. او در جنبش مشروطه شرکت کرد و به‌دلیل شجاعتی که از خود نشان داد، با «مدال ستارخان» مورد تقدیر قرار گرفت.
در سال‌های ۱۹۲۴–۱۹۲۵ در اداره راه‌آهن تبریز–جلفا مشغول به کار بود.
در سال ۱۹۳۲ کتاب «بوم و بلبل» (جغد و بلبل) و در سال ۱۹۳۷ نیز کتاب «دیوان فطرت» منتشر شد. اشعار او در روزنامه‌هایی چون «شاهین»، «تبریز»، «سهند»، «کانون شعرا»، «خاور نو»، «آذربایجان»، «شفق» و «وطن یولوندا» که در تبریز و تهران چاپ می‌شدند، منتشر شده است. اشعار طنزآمیزش را با اسم و امضاهای پنهانی چاپ می‌کرد.
در ماه مه ۱۹۴۵، به مناسبت بیست‌وپنجمین سالگرد استقرار حکومت شوروی در جمهوری آذربایجان، یکی از اعضای هیئت نمایندگی اعزامی از آذربایجان ایران به باکو بود. او در غائله آذربایجان نیز شرکت داشت. در تاریخ ۲۰ نوامبر ۱۹۴۵، کنگره خلق آذربایجان در تئاتر ارک تبریز آغاز به کار کرد. علی فطرت نیز به‌عنوان نماینده در این کنگره شرکت داشت. از بنیان‌گذاران «مجلس شاعران» بود و پس از تأسیس حکومت خودمختار آذربایجان، عضو هیئت مدیره انجمن شاعران و نویسندگان شد.
در ۵ دسامبر ۱۹۴۶، به دنبال خروج نیروهای شوروی و هجوم نیروهای ارتش ایران برای ختمغائله آذربایجان او در میانه، توسط نیروهای حکومت خودمختار آذربایجان به رهبری غلام یحیی توقیف شد.
علی فطرت توسط نیروهای ارتش دستگیر شد.  در زندان تحت شکنجه قرار گرفت  و در سال ۱۹۴۸ در زندان کشته رسید.

## آثار
- Bum ve Bülbül - ۱۹۳۲
- Divan-i Fıtrat - ۱۹۳۷